# Пајни Појнт Вилиџ (Тексас)
Пајни Појнт Вилиџ (енгл. Piney Point Village) град је у америчкој савезној држави Тексас. По попису становништва из 2010. у њему је живело 3.125 становника.

## Демографија
Према попису становништва из 2010. у граду је живело 3.125 становника, што је 255 (7,5%) становника мање него 2000. године.
| Група             | 2000.         | 2010.         |
| Белци             | 2.907 (86,0%) | 2.540 (81,3%) |
| Афроамериканци    | 18 (0,5%)     | 52 (1,7%)     |
| Азијати           | 284 (8,4%)    | 344 (11,0%)   |
| Хиспаноамериканци | 127 (3,8%)    | 142 (4,5%)    |
| Укупно            | 3.380         | 3.125         |